# Zarządzanie kryzysowe
Zarządzanie kryzysowe – działalność organów administracji publicznej będąca elementem kierowania bezpieczeństwem narodowym, która polega na zapobieganiu sytuacjom kryzysowym, przygotowaniu do przejmowania nad nimi kontroli w drodze zaplanowanych działań, reagowaniu w przypadku wystąpienia sytuacji kryzysowych, usuwaniu ich skutków oraz odtwarzaniu zasobów i infrastruktury krytycznej.

## Zakres
Zarządzanie kryzysowe obejmuje:
- Wszystkie trzy rodzaje zagrożeń:
  - Naturalne i nienaturalne
  - Techniczne
  - Wojenne
- Wszystkie poziomy zarządzania (związane z poziomami władzy)
  - Lokalny
  - Wojewódzki
  - Centralny

Poziom lokalny to poziom wykonawczy. Pozostałe poziomy spełniają przede wszystkim rolę koordynującą.
- Sektory:
  - Publiczny
  - Prywatny
- Ogół ludności

## Struktura zarządzania kryzysowego w administracji publicznej Rzeczypospolitej Polskiej
Struktura zarządzania kryzysowego na poszczególnych poziomach administracji publicznej (od najwyższego):
- Poziom 1
  - Prezes Rady Ministrów
  - Minister Spraw Wewnętrznych i Administracji
  - Rządowy Zespół Zarządzania Kryzysowego
  - Rządowe Centrum Bezpieczeństwa
  - Zespoły Zarządzania Kryzysowego Ministerstw i Centralnych Organów Administracji Rządowej
  - Centra Zarządzania Kryzysowego Ministerstw i Centralnych Organów Administracji Rządowej

- Poziom 2
  - wojewoda
  - Wojewódzki Zespół Zarządzania Kryzysowego
  - Wojewódzkie Centrum Zarządzania Kryzysowego

- Poziom 3
  - starosta powiatowy
  - Powiatowy Zespół Zarządzania Kryzysowego
  - Powiatowe Centrum Zarządzania Kryzysowego

- Poziom 4
  - wójt (burmistrz, prezydent miasta)
  - Gminny Zespół Zarządzania Kryzysowego
  - Gminne Centrum Zarządzania Kryzysowego

Praktyka zarządzania kryzysowego w Polsce jest krytykowana za resortowość, upolitycznienie i nieskuteczność w przypadkach katastrof naturalnych.

## Fazy zarządzania kryzysowego
- Zapobieganie Czyli działania przyjmujące za cel główne działania uprzedzające eliminujące lub redukujące możliwości zaistnienia sytuacji kryzysowej[3]. Zaliczamy do nich:
  - Analizę zagrożeń i ocena wrażliwości
  - Wspieranie badań stosowanych i transferu technologii
  - Uświadamianie społeczeństwa i powszechna edukacja w zakresie przeciwdziałania zagrożeniom
  - Stworzenie systemu zachęt i restrykcji finansowych oraz właściwe wykorzystanie zasobów
  - Zapewnienie przywództwa i koordynacji

Zapobieganie odnosi się do działań, które eliminują lub redukują prawdopodobieństwo wystąpienia katastrofy, albo ograniczają jej skutki.
- Przygotowanie

kluczowym elementem przygotowań jest opracowanie planów reagowania kryzysowego, które to plany opisują kto, co i kiedy będzie robił, za pomocą jakich sił i środków i na jakiej podstawie prawnej – przed, w czasie i natychmiast po zdarzeniu kryzysowym. Przygotowanie to także zapewnienie zasobów specjalistycznych sił i środków reagowania, takich jak: stanowisko kierowania, system łączności kryzysowej, system alarmowania oraz personel reagowania kryzysowego, a także ewidencja zasobów sił i środków przydatnych do reagowania kryzysowego.
- Reagowanie

następuje po wystąpieniu realnego zagrożenia lub zdarzenia. Jego celem jest uruchomienie działań prewencyjnych zapobiegających lub minimalizujących możliwość zniszczeń, a po ich wystąpieniu, podjęcie akcji ratowniczej celem dostarczenia pomocy poszkodowanym i ograniczenia wtórnych szkód i strat.
- Faza reagowania wymaga:
  - Przestrzegania dyscypliny obiegu informacji
  - Gromadzenia informacji i dokumentowania działań
  - Unikania działań nieprzemyślanych
  - Profesjonalnej informacji (rzecznika)
  - Prognozowania rozwoju wydarzeń
  - Przewidywania skutków podejmowanych decyzji
  - Uwzględniania implikacji prawnych decyzji
  - Zagwarantowania funkcjonowania instytucji publicznych

- Odbudowa

jest końcową fazą cyklu zarządzania kryzysowego. Odbudowę kontynuuje się, aż wszystkie systemy wrócą do stanu poprzedniego albo lepszego niż poprzedni. Odbudowę dzieli się na krótkoterminową i długoterminową. Krótkoterminowa polega na przywróceniu systemów niezbędnych do życia do minimalnych standardów operacyjnych. Odbudowa długoterminowa może trwać wiele lat, aż do kompletnej odbudowy całego obszaru dotkniętego katastrofą. Jednocześnie odbudowa ta powinna być realizowana w nowy sposób, tak aby rejon dotknięty katastrofą był po odbudowie mniej wrażliwy na kolejną katastrofę.

## Zasady zarządzania kryzysowego
- Zasada prymatu układu terytorialnego – określa, że podstawę działania organów władzy stanowi podział terytorialny państwa.
- Zasada prymatu jednoosobowego kierownictwa – polega na powierzeniu kompetencji decyzyjnych jednoosobowym organom, które sprawują władzę ogólną w danym zakresie kompetencji. Organami takimi są: wójt (burmistrz), starosta (prezydent miasta), wojewoda i premier.
- Zasada odpowiedzialności organów władzy publicznej – przyjmują kompetencje i odpowiedzialność w zakresie podejmowania decyzji w sytuacjach kryzysowych
- Zasada zespolenia – przyznanie organom władz administracyjnych ogólnej kompetencji gwarantujących wywiązanie się z nałożonych na nie odpowiedzialności.
- Zasada kategoryzacji zagrożeń – polega na podziale zagrożeń na grupy według rodzaju i rozmiaru oraz przyporządkowaniu im określonych rozwiązań prawnych, organizacyjnych i finansowych
- Zasada powszechności – zarządzanie kryzysowe organizują organy władzy publicznej we współdziałaniu z istniejącymi specjalistycznymi instytucjami i organizacjami oraz ogółem społeczeństwa

## Źródła prawa
- Ustawa z dnia 26 kwietnia 2007 r. o zarządzaniu kryzysowym (Dz.U. z 2023 r. poz. 122)
- Ustawa z dnia 18 kwietnia 2002 r. o stanie klęski żywiołowej (Dz.U. z 2025 r. poz. 112)
- Zarządzenie nr 67 Prezesa Rady Ministrów z dnia 15 października 2014 r. w sprawie organizacji i trybu pracy Rządowego Zespołu Zarządzania Kryzysowego (M.P. z 2014 r. poz. 926)
- Rozporządzenie Prezesa Rady Ministrów z dnia 11 kwietnia 2011 r. w sprawie organizacji i trybu działania Rządowego Centrum Bezpieczeństwa (Dz.U. z 2015 r. poz. 508)